# Elecciones generales de Jamaica de 1962
Las elecciones generales de Jamaica de 1962 se realizaron el 10 de abril de 1962, cuatro meses antes de la independencia de la nación. El Partido Laborista de Jamaica obtuvo una estrecha victoria ante el Partido Nacional del Pueblo con el 50% de los votos y 26 escaños de la Cámara de Representantes. Alexander Bustamante se convertiría entonces en el primer Primer ministro de Jamaica. La participación electoral fue del 72.88% del electorado.

## Resultados
| Partido                      | Votos   | %    | Escaños | +/-   |
| ---------------------------- | ------- | ---- | ------- | ----- |
| Partido Laborista de Jamaica | 288.130 | 50.0 | 26      | +10   |
| Partido Nacional del Pueblo  | 279.771 | 48.6 | 19      | -10   |
| Partido Político del Pueblo  | 4.955   | 0.9  | 0       | Nuevo |
| Independientes               | 2.923   | 0.5  | 0       | 0     |
| Votos en blanco/anulados     | 4.738   | –    | –       | –     |
| Total                        | 580.517 | 100  | 45      | 0     |
| Fuente: Nohlen               |         |      |         |       |